# Erioptera diplacantha
Erioptera diplacantha är en tvåvingeart som beskrevs av Alexander 1931. Erioptera diplacantha ingår i släktet Erioptera och familjen småharkrankar. Inga underarter finns listade i Catalogue of Life.